# Sergio Sellitto
Sergio Sellitto (Napoli, 22 febbraio 1961) è un dirigente d'azienda italiano, già funzionario della Polizia di Stato, noto per aver diretto le indagini che hanno reso possibile la cattura di Francesco Schiavone, detto Sandokan, capo assoluto del clan dei Casalesi.

## Biografia
È laureato in giurisprudenza presso l'Università degli Studi di Napoli "Federico II" e in scienze politiche. È abilitato all'esercizio della professione forense.
Come Funzionario è entrato a far parte della Polizia di Stato nel 1989 ed è stato assegnato al Commissariato di Torre Annunziata (NA). Nel 1992 è stato trasferito alla Squadra Mobile di Napoli, ove ha diretto le sezioni Antirapina, Antiestorsioni e Narcotici. Nel giugno del '97 è entrato a far parte della Direzione Investigativa Antimafia e qui, presso il Centro Operativo D.I.A. di Napoli, nel luglio del 1998, alla guida della Squadra "Yanez", al termine di complesse indagini della durata di circa un anno, è giunto alla cattura di Francesco Schiavone, meglio noto come “Sandokan”, allora latitante e capo indiscusso del Clan dei Casalesi. Per tale operazione gli è stata conferita, dal Ministero dell'Interno, la Promozione per Merito Straordinario a Vice Questore. Nel corso della sua carriera, per le indagini di Polizia Giudiziaria svolte, ha ottenuto altri venticinque riconoscimenti premiali tra cui un encomio solenne conferitogli per un'operazione che si concludeva con la cattura di alcuni esponenti di un pericoloso clan camorristico, all'esito di un violento conflitto a fuoco.
Lasciata la Polizia di Stato, è transitato al settore privato come dirigente d'azienda nel campo della security, ricoprendo il ruolo di Security Manager e Risk Analyst del comparto logistico commerciale Interporto Campano s.p.a. e C.I.S. s.p.a.. Nel triennio 2014/2017 ha ricoperto la carica di Vice Presidente della U.I.R. (Unione Interporti Riuniti). Nel maggio del 2019 è stato nominato Consigliere della sezione Logistica dell'Unione Industriali di Napoli.